# Фейсал ибн Турки ибн Абдаллах Аль Сауд
Фейсал ибн Турки ибн Абдаллах Аль Сауд (1785 — 2 декабря 1865) — второй эмир второго Саудовского государства (1834—1837, 1843—1865). Сын и преемник эмира Турки ибн Абдаллаха.

## Первое правление
В 1818 году после взятия Эд-Диръии молодой принц Фейсал попал в плен к египтянам. В 1827 году Фейсал ибн Турки бежал из плена и вернулся в Неджд, где правителем в Эр-Рияде был его отец, эмир Турки ибн Абдаллах (1824—1834), начавший восстанавливать Саудовское государство. Фейсал стал ближайшим сподвижником своего отца.
Когда в 1834 году эмир Бахрейна напал на Эль-Хасу, Турки ибн Абдаллах направил против него своего сына Фейсала во главе войска. Фейсал осадил городок Сайхат, где укрепились сторонник бахрейнцев. Но в это время до него дошла весть об убийстве отца. Фейсал поспешил в Хуфуф, где к нему присоединились многие сторонники. Те признали его имамом и решили немедленно двигаться на Эр-Рияд. Инициатор убийства Турки, Мишари ибн Абдуррахман, не ожидал от Фейсала такой быстроты и был застигнут врасплох. В ночь на 28 мая 1834 года эмир Фейсал ибн Турки вошёл в Эр-Рияд. Мишари с полутора сотнями сторонников забаррикадировался в крепости. У них было достаточно продовольствия, и они могли бы держаться долго, но кто-то из приближенных Мишари оказался предателем и впустил Фейсала в крепость. Мишари ибн Абдуррахман был схвачен и казнен.
На момент начала правления Фейсал ибн Турки вступил в пору духовной и физической зрелости — ему было около 40 лет. Он принял присягу верности от жителей Эр-Рияда и пригласил в столицу кади всех провинций, отпустив их через месяц с богатыми подарками. Затем Фейсал разослал во все оазисы призывы к верности исламу. В Эр-Рияд явились бедуинские вожди и тоже присягнули эмиру. В провинции, отказавшиеся признавать его верховенство, Фейсал направил войска.
Египетский паша Мухаммед Али, которому фактически подчинялся Хиджаз, опасался нового возвышения Неджда. Он потребовал от нового эмира Фейсала (формально — все ещё вассала турецкого султана) принять участие в походе против Асира. Однако Фейсал ибн Турки отказался. Мухаммед Али решил свергнуть Фейсала и посадить в Эр-Рияде своего ставленника Халида, старшего из выживших братьев последнего эмира Эд-Диръии Абдаллаха ибн Сауда, долгое время жившего при египетском дворе. В июле 1836 года из Каира выступила армия под командованием Исмаил-бея, составленная из турок, албанцев, североафриканских и египетских бедуинов. Фейсал поспешил пообещать Мухаммеду Али пять тысяч верблюдов для войны в Асире, но было поздно: нападение на Неджд стало неотвратимым. Фейсал попытался, как почти двадцать лет назад, остановить египтян у Эр-Расы, но на этот раз среди недждийцев преобладали пораженческие настроения. Фейсал отступил в Эр-Рияд, но и там он увидел, что жители не готовы жертвовать за него свои жизни и имущество, и бежал в Хуфуф.
В мае 1837 года Исмаил-бей и Халид ибн Сауд вступили в Эр-Рияд. Столь легкая победа египтян объясняется засухой, постигшей Неджд в 1836—1837 годах и нежеланием недждийцев сопротивляться превосходящему по силе противнику. Однако египтяне тоже не пользовались поддержкой местного населения. Им пришлось заключить с Фейсалом соглашение, по которому Неджд фактически оказался разделен на две части: Восточная Аравия, Эль-Бурайми и часть Южного Неджда осталась под контролем Фейсала, а под властью Халида находился только Центральный Неджд. В октябре 1838 года в Эр-Рияд пришло подкрепление из Египта, и с Фейсалом было решено покончить. В декабре войско Хуршид-паши взяло штурмом Дилам, где укрывался Фейсал ибн Турки, и его увезли пленником в Египет.
В 1841 году после отступления египетских войск из Неджда эмир Халид ибн Сауд (1837—1841) был свергнут с престола своим родственником Абдаллахом ибн Сунайяном, который происходил из боковой линии рода Саудитов. При поддержке духовенства и ряда бедуинских племен Абдаллах ибн Ибрагим поднял восстание и в конце 1841 года занял Эр-Рияд.

## Второе правление
В 1843 году Фейсал ибн Турки бежал из египетского плена и вернулся в Аравию. Возможно, ему помог внук Мухаммеда Али — Аббас-паша, который считал, что сильное государство в центре Аравии будет противником Османской империи. К этому времени египетские войска уже покинули Неджд, и в стране царила анархия. Фейсал поселился в Джебель-Шаммаре, где правил Абдаллах ар-Рашид, давний друг Саудидов. На сторону Фейсала стало переходить одно бедуинское племя за другим. Он предложил Абдаллаху ибн Сунайяну, правившему в Эр-Рияде, добровольно отречься от престола в обмен на спокойную жизнь в Неджде, сохранность имущества и достойное денежное содержание. Даже понимая безнадежность своего положения, Абдалла ответил отказом и заперся в цитадели Эр-Рияда. Жители столицы перешли на сторону Фейсала. Летом 1843 года он взял город. Абдаллах был схвачен и вскоре умер в тюрьме.
После девяти лет хаоса Неджд стал быстро возрождаться. Никакие феодально-племенные междоусобицы не могли воспрепятствовать центростремительным силам, объединявшим страну. Фейсал оказался сильным и способным правителем. Кроме того, долгие годы, проведенные в более развитом Египте, научили его гибкости и умению находить контакт с внешними силами.
Фейсалу удалось добиться стабильности, но стабильность не была синонимом мира. Поначалу новое государство Саудидов охватывало меньшую территорию, чем Дирийский эмират, и Фейсал стремился расширить сферу своего влияния. Отряды недждийцев совершали набеги на территорию Кувейта, но не пытались захватить его: между риядским эмиром и кувейтским шейхом отношения были дружественными. В 1846 году Фейсал привел к покорности аджманов. Но те в 1860 году подняли восстание, настолько мощное, что Фейсалу пришлось объявлять против них джихад. 27 марта 1861 года недждийцы отогнали противников к кромке Персидского залива, и полторы тысячи воинов-аджманов погибли во время прилива. Кровавые победы Фейсала над аджманами оставили на десятилетия вперед ненависть к нему в этом племени.
Между Недждом и Бахрейном шла перманентная война. Бахрейнцы блокировали недждийские порты, но после того как племя бану халид перешло на сторону недждийцев, эмир Бахрейна Мухаммед ибн Халифа признал себя вассалом Фейсала и согласился платить ему ежегодную дань в размере 4 тысяч талеров. Мир продержался около пяти лет. Когда Бахрейн вновь восстал, Фейсал при поддержке представителей боковой ветви правящего дома Бахрейна укрепился на побережье, создал флот и стал готовиться к высадке на острова. Но на защиту Бахрейна встала Великобритания. Фейсалу пришлось отказаться от идеи интервенции, но он добился от бахрейнцев возобновления выплаты дани, включая долги за прошлые года, и посадил в Даммаме соперников правящей династии. В 1861 году Бахрейну был навязан британский протекторат. Англичане вынудили Фейсала убрать из Даммама противников бахрейнской династии. Бахрейн был окончательно потерян для Саудидов, но его правители продолжали платить Эр-Рияду дань за свои владения в Катаре.
Примерно так же обстояли дела и в Омане. Маскат, Эс-Сохар и княжества Персидского залива зависели от англичан, но платили дань Эр-Рияду. На территории значительной части Омана находились недждийские сборщики налогов.
Очень тяжело протекало присоединение Касима. В провинции постоянно вспыхивали мятежи. Фейсал регулярно давил их, но после этого, как правило, все равно оставлял местных правителей на своих постах, так как риядские правители не пользовались достаточным авторитетом среди касимцев.
Ещё более сложными были отношения Неджда и Хиджаза. В 1846 году шериф Мекки Мухаммед ибн Аун под предлогом неуплаты Фейсалом дани Порте выступил против него. Мухаммед, очевидно, рассчитывал на поддержку вечно недовольных Фейсалом касимцев. Опасаясь вмешательства турецких войск, Фейсал уклонялся от открытого столкновения и передал в подарок шерифу 10 тысяч риалов (фактически разовую дань). В 1850-х годах в Хиджазе начались волнение, и туда были введены турецкие войска. Опасаясь вторжения турок в Неджд, Фейсал всячески подчеркивал, что является вассалом Порты. Риядский эмират служил важной гирькой на весах взаимоотношений Великобритании и Османской империи в Ближневосточном регионе.
Двор Фейсала был невелик и не обременен бюрократией. Эмир являлся главой исполнительной власти, верховным судьей и главнокомандующим. Он лично решал вопросы внешней и внутренней политики, принимал решения о набегах и сам же руководил ими; контролировал дипломатическую переписку, вел дела с племенами, вассалами и союзниками. Кроме того, эмир одновременно являлся имамом, то есть главой мусульманской общины. Наиболее прибыльные и престижные посты были распределены среди членов семьи. Наследный принц Абдалла управлял Эр-Риядом и центральными районами и участвовал в военных походах. Его братья-соперники Сауд и Мухаммад правили на юге и севере соответственно. Самый младший сын, Абдуррахман, был ещё слишком молод и не получил отдельного назначения. Фактическое разделение государства на части помогло сыновьям Фейсала обрасти сторонниками, что создало базу для последующих междоусобиц.
Ваххабизм во втором государстве Саудидов потерял прежнюю фанатичность и непримиримость. Понимая силу египтян и турок, Фейсал предпочитал не дразнить их проявлениями религиозной нетерпимости. Вместе с тем, в середине 1850-х годов в Эр-Рияде был создан трибунал из «22 ревнителей», самым жестоким образом каравших нарушителей религиозных предписаний.
Фейсал реформировал армию. Отныне в случае необходимости каждый город выставлял строго определённое количество воинов и животных. Отряд каждого города или племени являлся самостоятельной боевой единицей и имел собственное знамя. По окончании военных действий между солдатами делилась добыча (жалованья у них не было), после чего войско распускалось. Армия состояла из пехоты и кавалерии (на верблюдах и, реже, на лошадях). Также у Фейсала было несколько трофейных пушек, но они вряд ли активно применялись. Серьёзных попыток создать флот не предпринималось.
Бюджет эмирата формировался за счет закята: 5 %-10 % с крестьян, 2,5 %-5 % — с бедуинов и купцов. Значительной статьей дохода был налог с паломников, следовавших через Неджд в Мекку. Налоги платились, как правило, натурой. Денежной единицей был риал, но в качестве монет использовались австрийские талеры Марии-Терезии. Также в обращении находились английские соверены, индийские рупии, турецкие и персидские монеты, и «тавила» — длинные, похожие на женскую заколку, серебряные монеты с арабской надписью. Основным предметом экспорта являлись арабские скакуны. На берегу Персидского залива ловили жемчуг, хотя и не в таком масштабе как в Бахрейне, Катаре или Омане.
В целом, Фейсалу удалось возродить государство Саудидов, но до полного спокойствия было ещё далеко. Сепаратизм в отдельных его частях был ещё очень силен, соседи настроены агрессивно, в семье эмира наметился разлад.
В последние годы здоровье Фейсала изрядно пошатнулось. К 1865 году он полностью ослеп и передал бразды правления своему старшему сыну Абдаллаху. В декабре того же года эмир Фейсал ибн Турки скончался. После его смерти началась борьба за власть в стране между его сыновьями.